# Geonoma linearis
Geonoma linearis är en enhjärtbladig växtart som beskrevs av Karl Ewald Maximilian Burret. Geonoma linearis ingår i släktet Geonoma och familjen Arecaceae. Inga underarter finns listade i Catalogue of Life.